# ソワネ
株式会社ソワネ（英: Soigne）は、日本のアニメ制作会社。

## 略歴
2023年6月20日、エイトビットで『ヤマノススメ（サードシーズン・Next Summit）』の制作を務めた村上光と藤田規聖が「自分達でアニメを作るには、会社を立ち上げた方が早いのではないか」といった考えに基づいて独立し設立。
2025年に放送された『mono』で初の元請制作を手掛ける。同作はソワネ設立時にアニプレックスと相談する機会があった際、数年前よりアニメ化を検討していたアニプレックスがソワネに同作を紹介したことにより同社でのアニメ化に至っている。
ソワネの方針として、「人で作品を選ぶ」ことを重視している。この方針に関して、藤田は「村上や私の人脈の中で、その作品と自然に繋がりが生まれる、何か引っかかるものを感じられる人と一緒に作品を作っていきたいと考えています。もちろん、人気のあるタイトルや、売れることが確実な作品に取り組むことも重要です。ただ、設立したばかりの我々が今大切にしているのは、その作品に関わってくださるスタッフが適しているかどうか。相性が合わないとどんなに有望な企画でも、継続するのは難しいですし、モチベーションも長くは続きません。」と語っている。

## 作品

### テレビアニメ
| 開始年 | 放送期間  | タイトル                         | 監督       | シリーズ構成 | アニメーション プロデューサー | 原作 |
| ------ | --------- | -------------------------------- | ---------- | ------------ | ----------------------------- | ---- |
| 2025年 | 4月 - 6月 | mono                             | 愛敬亮太   | 米内山陽子   | 藤田規聖                      | 漫画 |
| 未公表 | 未公表    | 上伊那ぼたん、酔へる姿は百合の花 | 佐久間貴史 | 米内山陽子   | 未公表                        | 漫画 |

### MV
| 公開年 | アーティスト | 曲名     | 監督     |
| ------ | ------------ | -------- | -------- |
| 2024年 | ぶいすぽっ！ | 光るなら | 中西基樹 |

### 制作協力
| 年     | タイトル                                 | 媒体 | 制作元請      | 備考                                 |
| ------ | ---------------------------------------- | ---- | ------------- | ------------------------------------ |
| 2024年 | 〈物語〉シリーズ オフ&モンスターシーズン | Web  | シャフト      | 撫物語 OPアニメーション協力          |
| 2025年 | 不知火フレア『薄明光線』                 | MV   | INTERFACEDOGS | 共同制作協力：ZEXCS、OLM、Seven Arcs |